# Chaulhac
Chaulhac is een gemeente in het Franse departement Lozère (regio Occitanie) en telt 68 inwoners (2009). De plaats maakt deel uit van het arrondissement Mende.

## Geografie
De oppervlakte van Chaulhac bedraagt 9,1 km², de bevolkingsdichtheid is dus 7,5 inwoners per km².
De onderstaande kaart toont de ligging van Chaulhac met de belangrijkste infrastructuur en aangrenzende gemeenten.

## Demografie
Onderstaande figuur toont het verloop van het inwonertal (bron: INSEE-tellingen).